# Сперанская, Анастасия Алексеевна
Анастасия Алексеевна Сперанская (29.10.1925 — 19.06.2005) — доктор физико-математических наук, профессор кафедры физики моря и вод суши МГУ.

## Биография
Дочь физиолога академика А. Д. Сперанского.
Окончила физический факультет МГУ (1952) и работала там же на кафедре физики моря и вод суши: ассистент, преподаватель, старший преподаватель, доцент, профессор, с 1994 ведущего научного сотрудника кафедры физики моря и вод суши физического факультета МГУ.
Кандидатская диссертация — «Инструментальные исследования турбулентного обмена в пресных водоемах» (1964), докторская диссертация — «Пограничные слои в геофизической гидродинамике» (1984). В 1993 году утверждена в учёном звании профессора.
Умерла 19 июня 2005 года после тяжёлой продолжительной болезни.

## Научные интересы
Главная тема научных интересов — изучение пограничных слоёв в геофизике, где происходит формирование обмена энергией и веществом, изучение теплового режима океанов, морей и водоемов.

## Публикации
- Общая геофизика [Текст] : учеб. пособие для вузов по направлению «Физика», спец. «Геофизика» / В. И. Трухин, Г. Г. Хунджуа, Е. П. Анисимова, А. А. Сперанская ; Под ред. Магницкого В. А. — Москва : Издательство МГУ, 1995. — 317 с. : ил. — ISBN 5-211-03083-4
- Пограничные слои в геофизической гидродинамике : диссертация … доктора физико-математических наук : 01.04.12. — Москва, 1982. — 345 с. : ил.
- Алексеев В. В., Баранов П. А., Рустамов Н. А., Алексеевский Н. И., Гниломедов Е. В., Андреева Е. С., Куницын В. Е., Люсина А. В., Анисимова Е. П., Сперанская А. А., Арсеньев С. А. Взаимодействие в системе литосфера-гидросфера-атмосфера. Недра Москва, ISBN 5-247-03509-7, 287 с.
- Speranskaja А. А. Turbulent processes within the «sub-ice» layer of a basin. — In: Int. Oceanogr. Congress. New York, 1959. Washington, AAAS, 1959, p. 422—426.
- Сперанска я А. А., Никитин а Е. А. Термогидрометр для измерения вектора средней скорости водного потока. Труды ВОДГЕО, 1970, вып. 26